# Warta (gmina)
Warta est une gmina mixte du powiat de Sieradz, Łódź, dans le centre de la Pologne. Son siège est la ville de Warta, qui se situe environ 14 km au nord-ouest de Sieradz et 59 km à l'ouest de la capitale régionale Łódź.
La gmina couvre une superficie de 252,91 km2 pour une population de 13 074 habitants.

## Géographie
Outre la ville de Warta, la gmina inclut les villages d'Augustynów, Bartochów, Baszków, Borek Lipiński, Chorążka, Cielce, Czartki, Duszniki, Dzierzązna, Gać Warcka, Głaniszew, Glinno, Gołuchy, Góra, Grabinka, Grzybki, Jakubice, Jeziorsko, Józefka, Józefów-Wiktorów, Kamionacz, Kawęczynek, Klonówek, Krąków, Łabędzie, Lasek, Lipiny, Małków, Maszew, Miedze, Miedźno, Mikołajewice, Mogilno, Nobela, Ostrów Warcki, Pierzchnia Góra, Piotrowice, Proboszczowice, Raczków, Raszelki, Rossoszyca, Rożdżały, Socha, Tądów Dolny, Tądów Górny, Tomisławice, Ustków, Witów, Włyń, Wola Miłkowska, Wola Zadąbrowska, Zadąbrów-Rudunek, Zadąbrów-Wiatraki, Zagajew, Zakrzew, Zaspy et Zielęcin.
La gmina borde les gminy de Błaszki, Dobra, Goszczanów, Pęczniew, Sieradz, Szadek, Wróblew, Zadzim et Zduńska Wola.